# Blasenhubel
Blasenhubel är en bergstopp i Schweiz. Den ligger i distriktet Interlaken-Oberhasli och kantonen Bern, i den centrala delen av landet, 40 km sydost om huvudstaden Bern. Toppen på Blasenhubel är 1 965 meter över havet.